# Tergissima mosconiensis
Tergissima mosconiensis är en fjärilsart som beskrevs av Johnson 1988. Tergissima mosconiensis ingår i släktet Tergissima och familjen juvelvingar. Inga underarter finns listade i Catalogue of Life.